# Ramihrdus
Ramihrdus († 1076 oder 1077) war ein Laie aus der Gegend von Lambres, der der Häresie beschuldigt und verbrannt wurde.
Die Chronik von St. Andreas in Cambrai berichtet, dass Ramihrdus dem örtlichen Bischof durch die Verbreitung unorthodoxer Lehren aufgefallen sei. Ramihrdus wurde vor eine geistliche Versammlung geladen, die jedoch keinen Anstoß an seinen Lehren fand. Als er sich anschließend jedoch weigerte, das Abendmahl aus der Hand eines der anwesenden Geistlichen zu empfangen und diese der Simonie beschuldigte, wurde er in eine Hütte geführt und mit dieser verbrannt.
In einem Brief vom 25. März 1077 schrieb Papst Gregor VII. an den Bischof von Paris, Gottfried von Boulogne, die Angelegenheit um Ramihrdus zu untersuchen und die Verantwortlichen für dessen Verbrennung zu exkommunizieren. Bischof Gerhard II. von Cambrai musste sich anschließend auf einer Synode wegen Simonie und der Verbrennung Ramihrdus' verantworten.